# 烏介可汗
烏介可汗（呉音：うけかがん、漢音：おかいかかん、拼音：Wūjiè Kĕhàn、? - 846年）は、回鶻可汗国崩壊後の可汗。崇徳可汗・昭礼可汗の弟で、彰信可汗の叔父。初めは特勤（テギン、Tägin）だったが、回鶻可汗国が崩壊すると錯子山（陰山山脈）に割拠して可汗となった。原音はウゲ・カガン（Ügä Qaγan）。

## 生涯
開成5年（840年）頃、渠長（きょちょう：将軍）の句録莫賀（句録末賀、キュリュグ・バガ）は、北の黠戛斯（キルギス、Qïrqïz）軍10万騎を招き寄せて回鶻城（オルド・バリクか?）を破り、㕎馺可汗と掘羅勿（キュレビル、Küräbir）を殺してその牙帳を焼き払った。これによって回鶻可汗国は崩壊し、国人たちは各特勤を奉じて各地に散らばった。そのうち、可汗庭（かがんてい：可汗の牙帳）近くの13部は、烏介特勤（ウゲ・テギン、Ügä Tägin）を可汗に推戴し、南の錯子山（陰山山脈）に割拠した。 途中、烏介可汗らは太和公主（唐の穆宗の10番目の妹で、崇徳可汗・昭礼可汗・彰信可汗の可敦）を唐まで護送する黠戛斯の達干（タルカン、Tarqan）らと遭遇した。烏介可汗はそれを見つけるなり達干らを殺し、太和公主を奉じて代わりに唐の天徳軍まで護送してやった。
時に宰相の赤心・僕固（ボルク、Borqu）・特勤の那頡啜（ナイル・チュル、Nair čur）がおり、烏介可汗に臣従せず、犯塞を欲していたため、烏介可汗は先に王子の嗢没斯（オルムズ、Ormz）を天徳軍戍将の田牟の所へ赴かせ、唐と接触をはかるとともに、赤心を殺害した。一方、那頡啜は赤心の7千帳をあわせて東へ逃れたが、のちに烏介可汗によって殺される。
会昌3年（843年）春、特勤の厖倶遮・阿敦寧の二部、回鶻公主密羯可敦の一部、外相の諸洛固阿跌の一部、牙帳大将の曹磨你らの七部、共に3万衆が相次いで幽州に降ったので、文宗は詔で諸道に配してやった。また、特勤の嗢没斯・阿歴支・習勿啜の三部、回鶻相の愛耶勿（アヤビル、Ayavir、漢名は弘順）・回鶻尚書の呂衡らの諸部が振武軍に降ってきたので、三部首領には唐の国姓である李姓を賜い、名をそれぞれ思忠・思貞・思恵・思恩と改めさせ、帰義軍使に充てた。その他唐に帰順しなかった者もおり、特勤の葉被沽の二部は南の吐蕃に奔走し、特勤の可質力の二部は東北の大室韋に奔走し、特勤の荷勿啜は東の契丹との戦いで戦死した。
回鶻尚書の僕固繹は幽州に至り、太和公主を幽州に帰すことを約束した。ある夜、河東の劉沔が兵を率いて烏介可汗の営に迫ったので、烏介可汗は驚いて東北の約400里外にまで逃げ去り、室韋の営に依った。このとき太和公主も同時に逃げ去ったが、烏介可汗に追いつけずにいたところを、豊州刺史の石雄の兵と遭遇したので、ようやく唐に帰国できた。
会昌6年（846年）7月、烏介可汗の部衆が幽州に降った。また、烏介可汗は妹を室韋に降嫁させた。回鶻の宰相の逸隠啜は諸回鶻に迫って烏介可汗を金山（アルタイ山脈）で殺し、その弟である遏捻特勤を可汗に推戴した。

## 参考資料
- 『旧唐書』（列伝第一百四十五 迴紇）
- 『新唐書』（列伝第一百四十二下 回鶻下）
- 『資治通鑑』（巻第二百四十八）
- 山田信夫『北アジア遊牧民族史研究』（東京大学出版会、1989年、ISBN 4130260480）